# Neocymbopteryx heitzmani
Neocymbopteryx heitzmani är en fjärilsart som beskrevs av Munroe 1973. Neocymbopteryx heitzmani ingår i släktet Neocymbopteryx och familjen Crambidae. Inga underarter finns listade i Catalogue of Life.